# Rosso Bianco Collection
Die Rosso Bianco Collection war nach eigenen Angaben mit über 200 ständig ausgestellten Fahrzeugen die größte Sportwagensammlung der Welt. Sie befand sich in Aschaffenburg (Bayern). Gezeigt wurden sportliche Oldtimer und Rennwagen, besonders zweisitzige Sportwagen, aber auch Motorräder sowie auch Exponate zur Autokunst. Das Museum bezeichnete sein Hauptsammelgebiet als „zweisitzige Sportwagen für Straße und Wettbewerb“.

## Geschichte
Museumsgründer Peter Kaus rettete in den 1960er- und 1970er-Jahren viele ehemalige Sportprototypen vor der Verschrottung, die damals für ausrangierte Rennwagen noch üblich war. Zu Beginn der 1980er-Jahre trug er nach 15 Jahren in Frankfurt am Main eine private Sammlung von bereits über 100 Fahrzeugen zusammen.
Kaus beabsichtigte, in Frankfurt am Main ein Museum zu eröffnen, um seine Sammlung auszustellen, doch der damalige Kulturdezernent Hilmar Hoffmann zeigte kein Interesse. Daher wählte Kaus Aschaffenburg als Standort und verlagerte Anfang 1987 seine Sammlung in die Fabrikhallen einer ehemaligen Weberei in der Obernauer Straße 125. Drei Millionen DM habe er damals allein in die Gebäude investiert. Dort eröffnete am 3. Oktober 1987 das Automuseum. Der Museumsname Rosso Bianco sollte noch an seine Herkunft erinnern, denn Rot und Weiß sind die Frankfurter Stadtfarben.
Im Jahr 1990 wurde das Museum durch die Autokunstsammlung Art&Auto-Forum mit rund 600 Gemälden, historischen Plakaten, Skulpturen und Reliefs ergänzt.
Nachdem teure Reparaturen am Dach notwendig wurden, wollte Kaus einen finanziellen Zuschuss in einer Größenordnung von 10.000 bis 20.000 Euro von der Stadt Aschaffenburg erhalten. Der Oberbürgermeister Klaus Herzog lehnte hingegen jegliche finanzielle Unterstützung ab. Das Museum wurde aus diesem Grund nur noch sonntags geöffnet.
Nach langjährigen Auseinandersetzungen mit Klaus Herzog und der Stadt Aschaffenburg bemühte sich Kaus einen neuen Standort in für seine Sammlung zu finden. Kaus versuchte zunächst fünf Jahre lang seine Sammlung in Deutschland zu behalten. Es bestand die Möglichkeit, die Sammlung in Frankfurt am Main unterzubringen. Jedoch hätte er eine unverhältnismäßig teure Miete zahlen müssen und erhielt auch von der Stadt keinerlei Unterstützung, was schließlich zum Scheitern seiner Pläne führte. So konnte er seine Sammlung nicht in Deutschland behalten, fand aber in den Niederlanden ein interessantes Angebot.
Im Februar 2006 schloss das Museum und die Automobil- und Kunstsammlung wurde an die niederländische Louwman Collection übertragen. Evert Louwman, Eigentümer der Louwman Collection, zeigte sich im Nachhinein jedoch uninteressiert an der Sammlung und nutzte sie fast ausschließlich zum Erzielen von Profit durch Versteigerungen. Die Sammlung wurde anschließend sukzessiv auf Auktionen veräußert, sodass heutzutage nur noch 15 Fahrzeuge der ursprünglichen „Rosso Bianco Collection“ anzutreffen sind.
Zuletzt befand sich in den Gebäuden noch das Deutsche Motorrollermuseum mit etwa 150 Exponaten. Jedoch musste später auch das Rollermuseum ausziehen, da die Gebäude abgerissen werden sollten.

## Exponate
Das Museum umfasste acht Hallen und hatte eine Ausstellungsfläche von insgesamt 14.000 Quadratmetern. Das Freigelände, das viel für Oldtimer-Clubtreffen und Auto-Picknicks genutzt wurde, bot mit Museumswiese und Straßenrundkurs Platz für rund 300 Fahrzeuge. In fünf Hallen waren etwa 220 Sportwagen von mehr als 50 Marken aus der Zeit von 1906 bis heute und 50 Motorräder ausgestellt. In zwei weiteren Hallen befand sich die Autokunstsammlung mit über 600 Werken von 1860 bis heute.
Am Eingangsbereich befand sich die Haupthalle des Museums, auch „Nizza-Promenade“ genannt. Dort befanden sich im vorderen Teil hauptsächlich Straßensportwagen der 1930er-Jahre. Im hinteren Teil waren italienische Sportwagen der 1960er- und 1970er-Jahre ausgestellt.
In Halle 1 befanden sich Rennwagen und Straßensportwagen der 1950er- und 1960er-Jahre. Das Obergeschoss der Halle 1 beinhaltete weitere Sportwagen sowie ab 2005 das separate Rollermuseum.
Im Erdgeschoss der Halle 3 waren auf über 100 Metern Länge Rennwagen und Sportprototypen der 1960er- und 1970er-Jahre, überwiegend ehemalige Le-Mans-Rennwagen, ausgestellt.
Im Untergeschoss der Halle 3 befanden sich ehemalige CanAm-Rennwagen der 1960er- und 1970er-Jahre. Auch weitere Sportprototypen der 1980er- und frühen 1990er-Jahre sowie historische Motorräder waren hier anzutreffen.
Seit der Eröffnung des Museums im Jahre 1987 wurden bis 2006 bedingt durch zahlreiche Neuzugänge bereits ein Drittel der Exponate ausgetauscht.
In den Hallen der „Rosso Bianco Collection“ fanden regelmäßig Sonderausstellungen statt. Einige Themen waren Kleinwagen der Wirtschaftswunderjahre, historische Tretautos und zuletzt Supersportwagen.
Die „Rosso Bianco Collection“ hatte folgende einzelne Sammlungen:
- größte Alfa-Romeo-Sammlung der Welt außerhalb des Werksmuseums
- größte Lancia-Sammlung Europas
- größte Abarth-Sammlung Deutschlands
- größte Lotus-Sammlung Europas
- größte Lola-Sammlung der Welt
- größte McLaren-Sammlung der Welt
- größte CanAm-/Interserie-Sammlung der Welt
- große Porsche-Sammlung
- bedeutende Zagato-Sammlung
- viele Ferraris, Maseratis und Lamborghinis
- ständige Motorrad-Ausstellung

## Sonstiges
- Zu seiner Zeit war das Museum mit modernster Technik ausgestattet. 1988 kamen zehn Info-Terminals hinzu, an denen verschiedene Videos abgerufen werden konnten. Die Videos waren auf dem damals neuen Medium Laserdisc gespeichert. Die Auswahl der Videos erfolgte über einen PC mit Bildschirmmenü, der seinerseits den Laserdisc-Player steuerte. Diese Vorgänge blieben für den Besucher jedoch verborgen; äußerlich waren die Terminals als "Info-Roboter" gestaltet.

- Weiterhin gab es Fahrsimulatoren mit Rennspielen wie Out Run oder Ridge Racer.

- Die Wände waren mit historischen Plakaten und Bildern geschmückt. In Vitrinen konnten Pokale oder auch Modellautos besichtigt werden.

- Im Empfangsbereich befand sich ein Laden, in dem hauptsächlich Modellautos gekauft werden konnten.

- 1992 erschien in einer Auflage von 3000 Stück ein Buch mit 320 Seiten und über 500 Abbildungen über das Museum.

- Von September 2009 bis 2012 wurde die Werkstatt der ehemaligen Rosso Bianco Collection vom Vespa Classico Aschaffenburg e.V. genutzt.[3]

- Peter Kaus sammelte neben Rennfahrzeugen und Automobilen noch Miniaturen, Skulpturen und Plastiken. Er zeigt diese Sammlung seit September 2016 im von ihm gegründeten Skulpturen und Miniaturen Museum in Ransbach-Baumbach.[4]